# Gustaf Hammarsten
Gustaf Hammarsten, né le 2 septembre 1967 à Stockholm (Suède), est un acteur suédois.

## Filmographie

### Cinéma
- 1992 : Les Meilleures Intentions de Bille August
- 2000 : Together de Lukas Moodysson : Göran
- 2009 : Brüno (Corridor) : Lutz
- 2011 : Millénium : Les Hommes qui n'aimaient pas les femmes de David Fincher
- 2012 : Hamilton : Dans l'intérêt de la nation : Martin Lägerback
- 2013 : Hokus pokus Alfons Åberg de Torill Kove : Pappa Åberg
- 2021 : Old de M. Night Shyamalan : le directeur de l'hôtel

### Télévision
- 2016 : Jour polaire : Anders Harnesk
- depuis 2020 : Meurtres à Sandhamn (depuis la saison 7) : Bengt-Olof Stenmark
- 2022 : Parlement : Sven